# Постиљоне
Постиљоне (итал. Postiglione) је насеље у Италији у округу Салерно, региону Кампанија.
Према процени из 2011. у насељу је живело 1080 становника. Насеље се налази на надморској висини од 637 м.

## Становништво
| 1931. | 1936. | 1951. | 1961. | 1971. | 1981. | 1991. | 2001. | 2011. |
| ----- | ----- | ----- | ----- | ----- | ----- | ----- | ----- | ----- |
| 2.483 | 2.654 | 3.044 | 3.013 | 2.851 | 2.569 | 2.605 | 2.334 | 2.198 |